# 가시마군

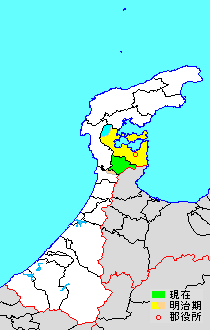
가시마 군의 위치

가시마군(일본어: 鹿島郡, かしまぐん)은 일본 이시카와현 노토반도의 군이다.
인구 15,361명, 면적 89.45km², 인구밀도 172명/km².(2025년 3월 1일, 추계인구)
이하 1정으로 구성된다.
- 나카노토정(中能登町)

## 군역
1878년 행정 구역으로 발족할 당시의 군역은 위의 1정 외에 아래 구역에 해당한다.
- 나나오시의 대부분
- 하쿠이시의 일부

## 역사
- 1889년 4월 1일 - 정촌제 시행으로, 아래의 정촌이 발족. 따로 적은 경우 외는 현 나나오시.(1정 30촌)

- 나나오정(七尾町)
- 요키촌(余喜村): 현 하쿠이시
- 가시마지촌(鹿島路村): 현 하쿠이시
- 미오야촌(御祖村): 현 나카노토정
- 노토베촌(能登部村): 현 나카노토정
- 도리야촌(鳥屋村): 현 나카노토정
- 다키오촌(滝尾村): 현 나카노토정
- 고시지촌(越路村): 현 나카노토정
- 미나미오노미촌(南大呑村)
- 기타오노미촌(北大呑村)
- 사키야마촌(崎山村)
- 히가시미나토촌(東湊村)
- 야타고촌(矢田郷村)
- 도쿠다촌(徳田村)
- 니시미나토촌(西湊村)
- 하시촌(端村)
- 다카시나촌(高階村)
- 소마촌(相馬村): 현 나나오시, 나카노토정
- 다즈루하마촌(田鶴浜村)
- 아카구라촌(赤蔵村)
- 가네가사키촌(金ヶ崎村)
- 가사시호촌(笠師保村)
- 도요카와촌(豊川村)
- 구마키촌(熊木村)
- 니시기시촌(西岸村)
- 히가시지마촌(東島村)
- 나카노시마촌(中乃島村)
- 니시지마촌(西島村)
- 가네마루촌(金丸村):현 나카노토정
- 이시자키촌(石崎村)
- 나카지마촌(中島村)

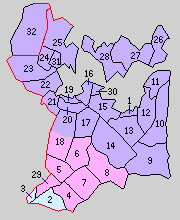
1.나나오정 2.요키촌 3.가시마지촌 4.미오야촌 5.노토베촌 6.도리야촌 7.다키오촌 8.고시지촌 9.미나미오노미촌 10.기타오노미촌 11.사키야마촌 12.히가시미나토촌 13.야타고촌 14.도쿠다촌 15.니시미나토촌 16.하시촌 17.다카시나촌 18.소마촌 19.다즈루하마촌 20.아카구라촌 21.가네가사키촌 22.가사시호촌 23.도요카와촌 24.구마키촌 25.니시기시촌 26.히가시지마촌 27.나카노시마촌 28.니시지마촌 29.가네마루촌 30.이시자키촌 31.나카지마촌 (보라:나나오시 하늘색:하쿠이시 분홍:나카노토정)

- 1893년 2월 17일 - 다키오촌의 일부가 분리되어 구에촌(久江村)이 발족.(1정 31촌)
- 1934년
  - 6월 1일 - 다즈루하마촌·하시촌·아카구라촌이 합병하여, 와쿠라정(和倉町)이 발족.(2정 28촌)
  - 10월 1일 - 노토베촌이 정제 시행으로 노토베정(能登部町)이 됨.(3정 27촌)
- 1939년
  - 7월 20일
    - 나나오정·히가시미나토촌·야타고촌·도쿠다촌·니시미나토촌·이시자키촌 및 와쿠라정의 일부가 합병하여, 나나오시(七尾市)가 발족, 군에서 이탈.(2정 22촌)
    - 와쿠라정의 잔여부가 개칭하여 다쓰루하마정(田鶴浜町)이 됨.

  - 11월 3일 - 도리야촌이 정제 시행으로 도리야정(鳥屋町)이 됨.(3정 21촌)
- 1942년 1월 1일 - 고시지촌이 정제 시행으로 고시지정(越路町)이 됨.(4정 20촌)
- 1948년 4월 1일 - 하쿠이군 나타우치촌(釶打村)의 소속을 가시마군으로 변경.(4정 21촌)
- 1954년 3월 31일(5정 9촌)
  - 기타오노미촌·사키야마촌·미나미오노미촌·다카시나촌이 나나오시에 편입.
  - 니시기시촌·나타우치촌·구마키촌·나카지마촌·도요카와촌·가사시호촌이 합병하여, 나카지마정(中島町)이 발족.
  - 다쓰루하마정·가네가사키촌 및 소마촌의 일부가 합병하여, 새로이 다쓰루하마정이 발족.
  - 소마촌의 잔여부가 도리야정에 편입.
- 1955년
  - 1월 1일 - 고시지정·다키오촌·구에촌·미오야촌이 합병하여, 가시마정(鹿島町)이 발족.(5정 6촌)
  - 2월 1일 - 히가시지마촌·나카노시마촌·니시지마촌이 합병하여, 노토지마정(能登島町)이 발족.(6정 3촌)
- 1956년 9월 30일(6정)
  - 노토베정·가네마루촌이 합병하여, 로쿠세이정(鹿西町)이 발족.
  - 요키촌·가시마지촌이 하쿠이군 하쿠이정·오치정과 합병해 하쿠이군 하쿠이정이 발족.
- 2004년 10월 1일 - 다쓰루하마정·나카지마정·노토지마정이 나나오시와 합병하여, 새로이 나나오시가 발족, 군에서 이탈.(3정)
- 2005년 3월 1일 - 도리야정·가시마정·로쿠세이정이 합병하여, 나카노토정(中能登町)이 발족.(1정)